# Kristjan Koren
Kristjan Koren (Postojna, 25 november 1986) is een Sloveens wielrenner die uitkomt voor Adria Mobil. 

## Carrière
Voordat hij ging rijden voor Adria Mobil reed hij voor Bahrain-Merida, Cannondale-Drapac, Liquigas-Cannondale, het Italiaanse clubteam Bottoli Nordelettrica Ramonda, Perutnina Ptuj en Sava, alwaar hij zijn carrière begon.
In mei 2019 kwam Koren in opspraak naar aanleiding van de om dopinggebruik draaiende Operatie Aderlass. Dat was aanleiding om hem uit te sluiten van verdere deelname aan de Ronde van Italië. Vervolgens kreeg de Sloveen een schorsing t/m 14 mei 2021. Op 11 mei 2022 maakte Koren in de Ronde van Hongarije zijn comeback in dienst van het Sloveense Adria Mobil.

## Belangrijkste overwinningen
2006
 Sloveens kampioen individuele tijdrijden, Beloften
2007
 Sloveens kampioen tijdrijden, Elite
2008
5e en 13e etappe Ronde van Cuba
Proloog Istrian Spring Trophy
La Côte Picarde
 Wereldkampioen op de weg, Militairen
2009
3e etappe Giro della Regione Friuli Venezia Giulia
8e en 9e etappe Girobio
1e (ploegentijdrit) en 7e etappe Ronde van de Aostavallei
2010
GP Città di Camaiore
2011
Puntenklassement Ronde van Slovenië
2012
4e etappe Ronde van Slovenië (individuele tijdrit)
Puntenklassement Ronde van Slovenië

## Resultaten in voornaamste wedstrijden
| Jaar | Ronde van Italië | Ronde van Frankrijk | Ronde van Spanje |
| ---- | ---------------- | ------------------- | ---------------- |
| 2010 |                  | 93e                 |                  |
| 2011 |                  | 87e                 |                  |
| 2012 |                  | 98e                 |                  |
| 2013 |                  | 100e                |                  |
| 2014 |                  | 135e                |                  |
| 2015 |                  | 69e                 |                  |
| 2016 |                  | 152e                |                  |
| 2017 | 128e             |                     |                  |
| 2018 |                  | 102e                |                  |
| 2019 | uitgesloten      |                     |                  |
| 2020 |                  |                     |                  |
| 2021 |                  |                     |                  |
| 2022 |                  |                     |                  |
| 2023 |                  |                     |                  |

| Jaar | Milaan-San Remo | Gent-Wevelgem | Ronde van Vlaanderen | Parijs-Roubaix | Amstel Gold Race | Luik-Bast.‑Luik | E3 Harelbeke | Waalse Pijl |  | WK op de weg |  | Wereldranglijsten |
| ---- | --------------- | ------------- | -------------------- | -------------- | ---------------- | --------------- | ------------ | ----------- |  | ------------ |  | ----------------- |
| 2010 |                 |               |                      | 23e            | 85e              | 80e             |              | 40e         |  | opgave       |  |                   |
| 2011 | opgave          | 25e           | 95e                  | 78e            | 37e              |                 |              |             |  | 105e         |  |                   |
| 2012 | 88e             | 90e           | opgave               | opgave         |                  |                 | 38e          |             |  | opgave       |  |                   |
| 2013 | 96e             | 35e           | 37e                  | 83e            |                  |                 | 20e          |             |  | opgave       |  |                   |
| 2014 |                 | 138e          | 74e                  | 36e            |                  |                 | 45e          |             |  | opgave       |  | 228e (UWT)        |
| 2015 |                 | opgave        | 95e                  | 72e            |                  |                 | 100e         |             |  | opgave       |  |                   |
| 2016 | 98e             |               |                      | 108e           | 104e             |                 | 80e          |             |  |              |  | 232e (UWT)        |
| 2017 | 117e            | opgave        |                      |                |                  |                 | 79e          |             |  |              |  | 367e (UWT)        |
| 2018 | 124e            | 84e           | 46e                  | opgave         |                  |                 | opgave       |             |  |              |  | 310e (UWT)        |
| 2019 | 107e            |               | 47e                  | 30e            |                  |                 | 63e          |             |  |              |  |                   |
| 2020 |                 |               |                      |                |                  |                 |              |             |  |              |  |                   |
| 2021 |                 |               |                      |                |                  |                 |              |             |  |              |  |                   |
| 2022 |                 |               |                      |                |                  |                 |              |             |  |              |  |                   |
| 2023 |                 |               |                      |                |                  |                 |              |             |  | opgave       |  |                   |

## Ploegen
- 2005 –  Sava
- 2006 –  Sava
- 2007 –  Sava
- 2008 –  Perutnina Ptuj
- 2010 –  Liquigas-Doimo
- 2011 –  Liquigas-Cannondale
- 2012 –  Liquigas-Cannondale
- 2013 –  Cannondale Pro Cycling
- 2014 –  Cannondale
- 2015 –  Team Cannondale-Garmin
- 2016 –  Cannondale-Drapac Pro Cycling Team [a]
- 2017 –  Cannondale-Drapac Professional Cycling Team
- 2018 –  Bahrain-Merida
- 2019 –  Bahrain-Merida
- 2022 –  Adria Mobil (vanaf 10-5)
- 2023 –  Adria Mobil

1. ↑  Tot 30 juni heette de ploeg Cannondale Pro Cycling Team, maar na het aantrekken van Drapac als cosponsor werd de naam per direct veranderd.

Agnoli ·
Basso · 
Bellotti ·
Bennati ·
Bodnar ·
Chicchi ·
Cimolai · 
Dall'Antonia ·
Finetto ·
Guarnieri ·
Kišerlovski ·
Koren ·
Kreuziger ·  
Koetsjynski · 
Nibali ·  
Oss ·
Paterski ·
Pellizotti ·
Quinziato ·
Sabatini ·
J. Sagan ·
P. Sagan ·
Santaromita ·
Szmyd ·
Vandborg ·
Vanotti ·
Viviani ·
Willems ·
Zaugg
Agnoli ·
Basso · 
Bellotti ·
Bodnar ·
Capecchi ·
Caruso ·
Cimolai · 
Da Dalto ·
Dall'Antonia ·
Duggan ·
Finetto ·
Guarnieri ·
King ·
Koren ·
Longo Borghini ·  
Marangoni · 
Nerz ·
Nibali ·  
Oss ·
Paterski ·
Ponzi ·
Sabatini ·
J. Sagan ·
P. Sagan ·
Salerno ·
Szmyd ·
Vanotti ·
Viviani ·
Wurf ·
Agostini (stagiair) ·
Moser (stagiair)
Agnoli ·
Agostini ·
Basso · 
Bodnar ·
Canuti ·
Capecchi ·
Caruso ·
Da Dalto ·
Dall'Antonia ·
Duggan ·
King ·
Koren ·
Longo Borghini ·  
Marangoni ·
Moser · 
Nerz ·
Nibali ·  
Oss ·
Paterski ·
Ratto ·
Sabatini ·
J. Sagan ·
P. Sagan ·
Salerno ·
Sarmiento ·
Szmyd ·
Vanotti ·
Viviani ·
Aldegheri (stagiair) ·
Benfatto (stagiair) ·
Krizek (stagiair) 
Agostini · Basso · Bodnar · Boivin · Canuti · Caruso ·  Da Dalto · Dall'Antonia · De Marchi · Haedo · King · Koch · Koren · Krizek · Longo Borghini · Marangoni · Masuda · Moser · Paterski · Ratto · Sabatini · J. Sagan · P. Sagan · Salerno · Sarmiento · Vandborg · Viviani · Wurf · Martinello (stagiair) · Villella (stagiair)
Basso · Bennett · Bettiol · Bodnar · Boivin · Caruso · De Marchi · Formolo · Gatto · King · Koch · Koren · Krizek · Longo Borghini · Marangoni · Marcato · Marino · Mohorič · Moser · Ratto · Sabatini · J. Sagan · P. Sagan · Salerno · Sarmiento · Villella · Viviani · Wurf
Acevedo · van Baarle · Bauer · Bettiol · Brown · Cardoso · Danielson · Dombrowski · Formolo · Haas · Hesjedal · Howes · T.King · B.King · Koren · Langeveld · Marangoni · Martin · Mohorič · Moser · Navardauskas · Norman Hansen · Skjerping · Slagter · Talansky · Villella · Zepuntke · Bovenhuis (stagiair) · Mullen (stagiair)
van Baarle · Bauer · Bettiol · Bevin · Breschel · Brown · Cardoso · Clarke · Craddock · Dombrowski · Formolo · Gaimon · Howes · King · Koren · Langeveld · Marangoni · Moser · Mullen · Navardauskas · Rolland · Skjerping · Skujiņš · Slagter · Talansky · Urán · Villella · Wippert · Woods · Zepuntke · Dibben (stagiair)
van Baarle · Bettiol · Bevin · Brown · Canty · Carthy · S. Clarke · W. Clarke · Craddock · Dombrowski · Formolo · Howes · Koren · Langeveld · Mullen · Phinney · Rolland · Scully · Skujiņš · Slagter · Talansky · Urán · Van Asbroeck · Vanmarcke · Villella · Wippert · Woods · Monk (stagiair)
Agnoli · Arashiro · Boaro · Bole · Bonifazio · Božič · Colbrelli · Feng · García · Gasparotto · Haussler · G. Izagirre · J. Izagirre · Koren · Mohorič · Navardauskas · A. Nibali · V. Nibali · Novak · Padoen · Pellizotti · Per · Pernsteiner · Pibernik · Pozzovivo · Siwtsow · Visconti · Wang
Agnoli · Arashiro · Bauhaus · Bole · Caruso · Colbrelli · Dennis     · Feng · García · Garosio · Haussler · Koren · Mohorič · A. Nibali · V. Nibali · Novak · Padoen · Pernsteiner · Pibernik · Pozzovivo · Sieberg · Teuns · Tratnik · Wang · Williams